# Chi Pegasi
Chi Pegasi (89 Pegasi) é uma estrela na direção da constelação de Pegasus. Possui uma ascensão reta de 00h 14m 36.11s e uma declinação de +20° 12′ 24.1″. Sua magnitude aparente é igual a 4.80. Considerando sua distância de 326 anos-luz em relação à Terra, sua magnitude absoluta é igual a −0.21. Pertence à classe espectral M2III.